# Cap de Prat d'Aubes
El Cap de Prat d'Aubes és una muntanya de 2.252 metres situada a la part central de la Serra del Verd. S'aixeca entre els Tres Collets a llevant i el coll dels Belitres a ponent.
Els flancs de la muntanya, principalment en la banda nord, estan poblats de frondosos boscos de pi negre, mentre que als seus peus (sud i oest) s'estenen uns amplis i ufanosos prats de pastura: les Saleres, prat d'Aubes, els Belitres.
El cim és partió entre el municipi de Gòsol al Berguedà i la Coma i la Pedra al Solsonès.
La via normal per accedir al Cap de Prat d'Aubes, salvant un desnivell de més de 1.200 metres, surt de la Coma, passa pel Pujol del Racó i la Borda del Pujol, on s'enlaira per la canal Fonda, passa per la Roca Mira i arriba a les Saleres, des d'on es pot pujar al cim bé pel Coll dels Belitres o bé pels Tres Collets.